# Traverse Rivière-du-Loup-Saint-Siméon
La Traverse Rivière-du-Loup-Saint-Siméon est un service de traversier sur le fleuve Saint-Laurent au Québec, reliant les régions du Bas-Saint-Laurent et de Charlevoix. Elle est exploitée en partenariat par Clarke Inc. et la Société des traversiers du Québec (STQ), qui s'occupe des infrastructures terminales. Cette traverse joue un rôle important pour les touristes et les résidents locaux, particulièrement durant la période estivale.

## Histoire

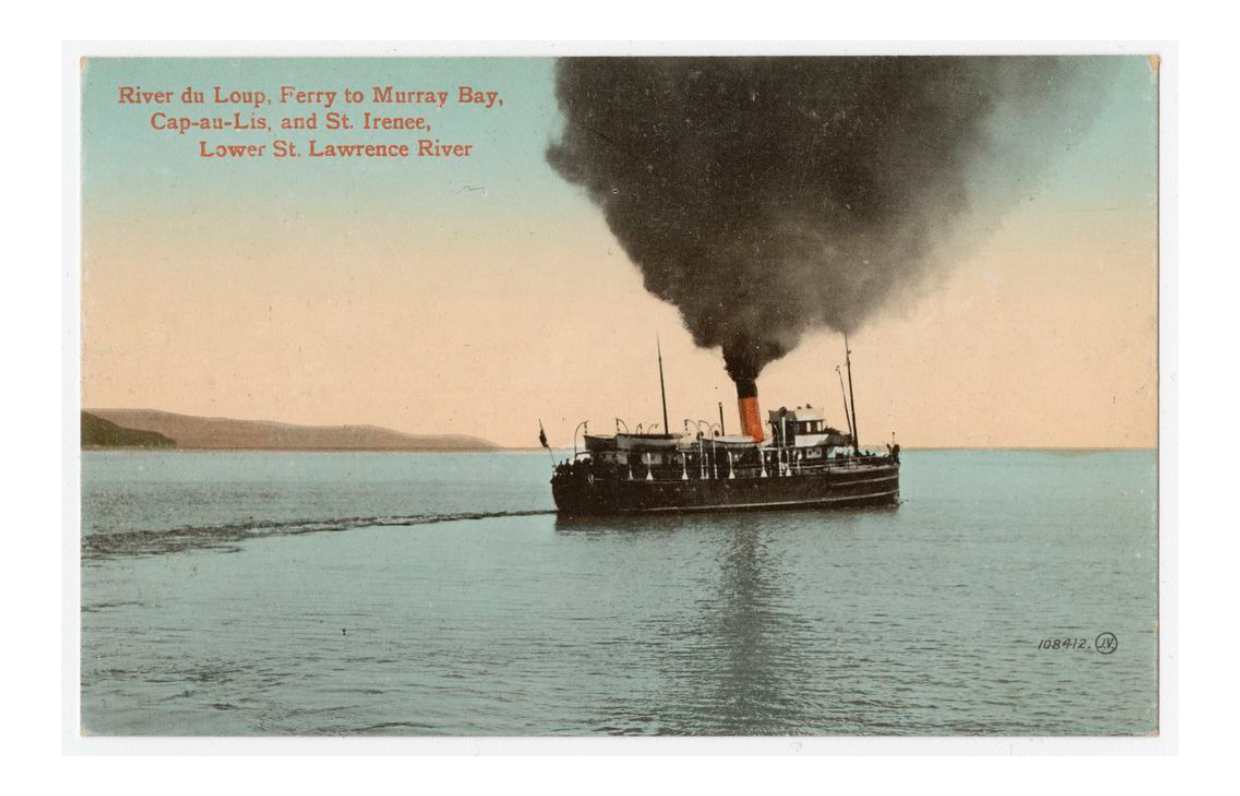
Carte postale illustrant le traversier reliant Rivière-du-Loup à Murray Bay (La Malbaie), Cap-au-Lis et Saint-Irénée, sur la rive nord du fleuve Saint-Laurent (date inconnue).

Les origines de cette route de traversier remontent à 1909, lorsque la Compagnie Trans-Saint-Laurent fut fondée par Malcolm Fraser, le maire de Fraserville (aujourd'hui Rivière-du-Loup), et J.-Camille Pouliot. Le premier navire, le SS Contest, a débuté son service le 24 juin 1909, reliant Rivière-du-Loup à Saint-Siméon ainsi qu'à d'autres municipalités de la rive nord. Au fil des ans, le service de traversier s'est agrandi avec de nouveaux navires tels que le SS Mahone et le SS Rhoda,. De 1909 à 1930, plusieurs navires se sont succédé, dont le SS Thor, le Pilot, le Mercier et le Brandon,. En 1930, la Clarke Steamship Company achète le Brandon, qui devient le Rivière-du-Loup I, permettant un service plus régulier avec Tadoussac. En 1940, le service a été officiellement nommé La Traverse Rivière-du-Loup–Saint-Siméon Ltée, après que la compagnie a cessé ses opérations vers Tadoussac,.

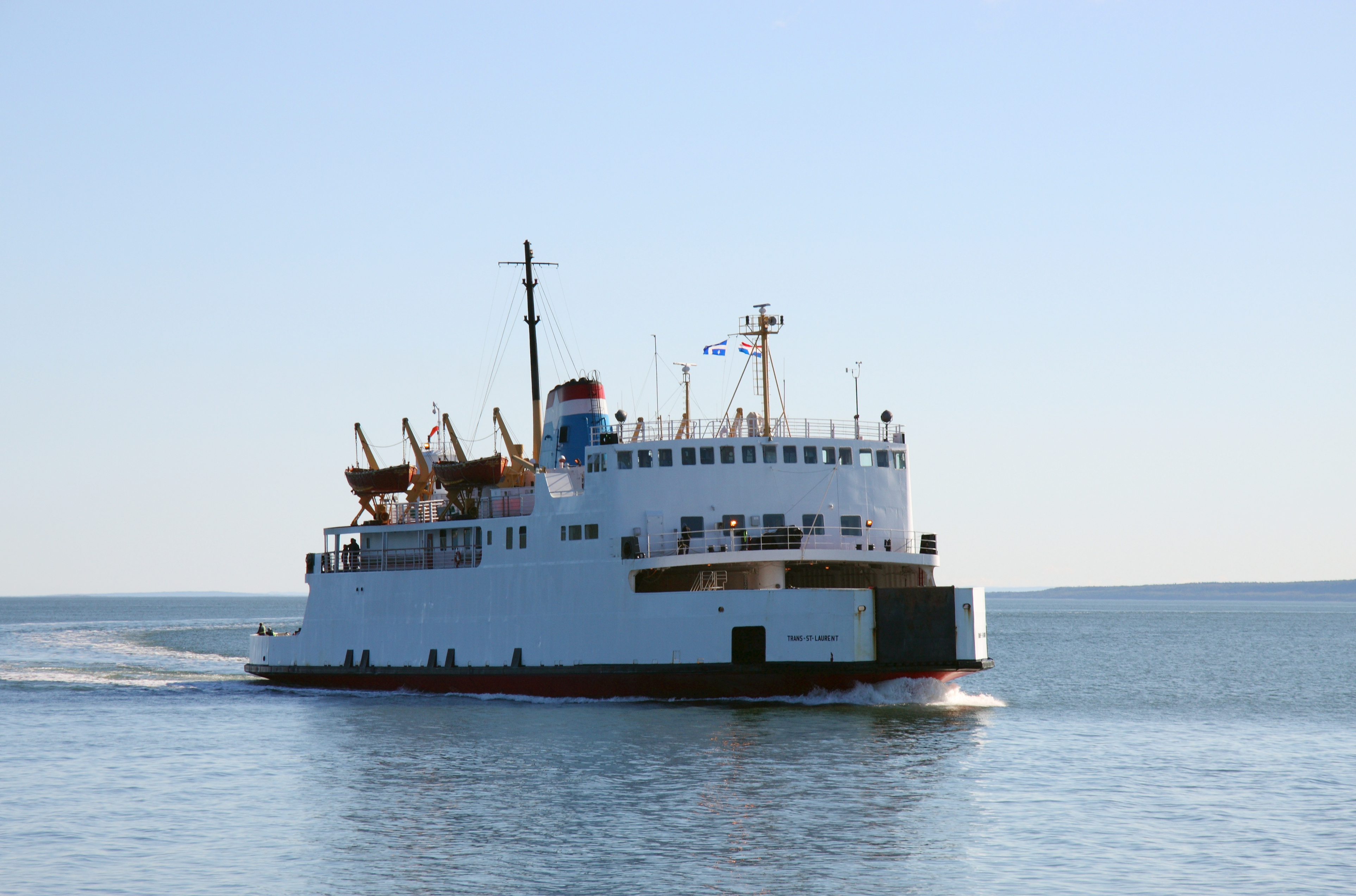
NM Trans-Saint-Laurent

En 1963, le NM Trans-Saint-Laurent, construit en 1962 au chantier maritime de Lauzon, a été introduit pour répondre à la demande croissante. Le Trans-Saint-Laurent peut transporter 100 véhicules et 380 passagers par traversée,. Grâce à une maintenance rigoureuse et des modernisations régulières, ce navire est toujours en service aujourd'hui.

## Opérations
Le traversier couvre une distance de 27 kilomètres, avec un temps moyen de traversée de 65 minutes. Il fonctionne de façon saisonnière, d'avril à janvier, et est désigné comme un service essentiel par le gouvernement du Québec. Le traversier traverse le magnifique fleuve Saint-Laurent, offrant souvent aux passagers des vues sur la faune marine, incluant les baleines.

## Développements modernes

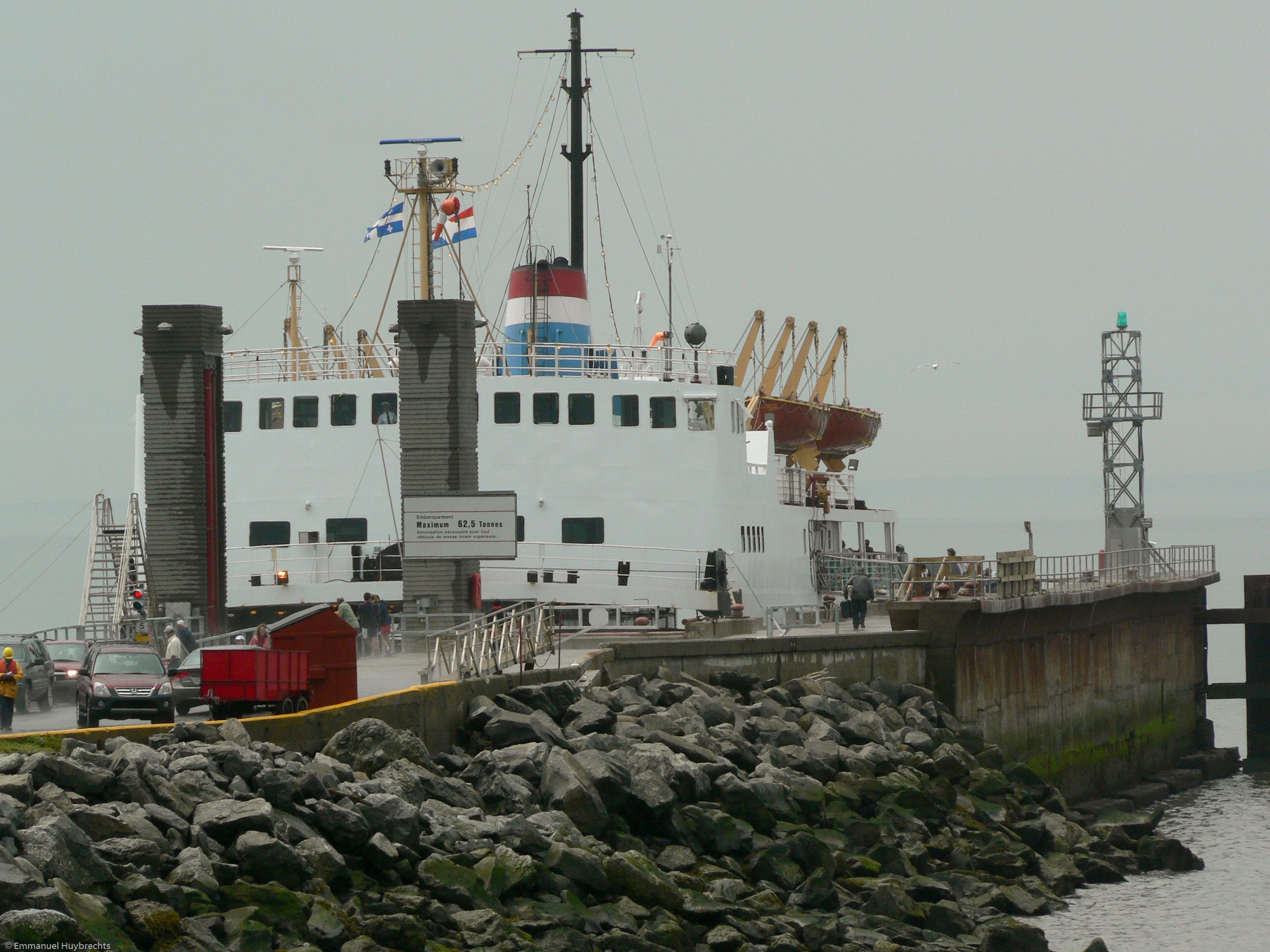
Vue des anciennes installations de la traverse de Rivière-du-Loup en 2006.

En 1993, les infrastructures des terminaux de traversier sont passées sous la juridiction de la Société des traversiers du Québec (STQ), qui gère désormais les terminaux de Rivière-du-Loup et de Saint-Siméon. En 2000, les infrastructures portuaires de Rivière-du-Loup et de Saint-Siméon ont été transférées du gouvernement du Canada au gouvernement du Québec. Cela a permis à la Société des traversiers du Québec (STQ) de procéder à des rénovations majeures des quais en 2010 et à la construction de nouvelles installations en 2011, un projet évalué à 28,3 millions de dollars, visant à améliorer la sécurité et l'efficacité des opérations,. Ces travaux ont prolongé la durée de vie des installations et optimisé les opérations du traversier, tout en tenant compte des autres utilisateurs du site, tels que la Société Duvetnor, les Croisières AML et le Club nautique local.

## Importance
Le service de traversier joue un rôle essentiel dans le tourisme régional, reliant la région de Charlevoix à celle du Bas-Saint-Laurent. Une étude réalisée en 1997 a estimé les retombées économiques directes et indirectes à environ 25,4 millions de dollars par an. Par traversier, la traversée couvre 27 kilomètres et prend environ 65 minutes, offrant une route beaucoup plus courte et rapide comparée aux 391 kilomètres de trajet terrestre, qui peut prendre jusqu'à 5 heures. Le traversier offre une voie pratique pour les touristes explorant les deux rives, ainsi qu'un passage nécessaire pour les résidents locaux. Chaque année, le traversier transporte des milliers de véhicules et de passagers, contribuant ainsi aux économies locales des deux régions.

## Relocalisation potentielle de la traverse

### Débat sur la relocalisation potentielle

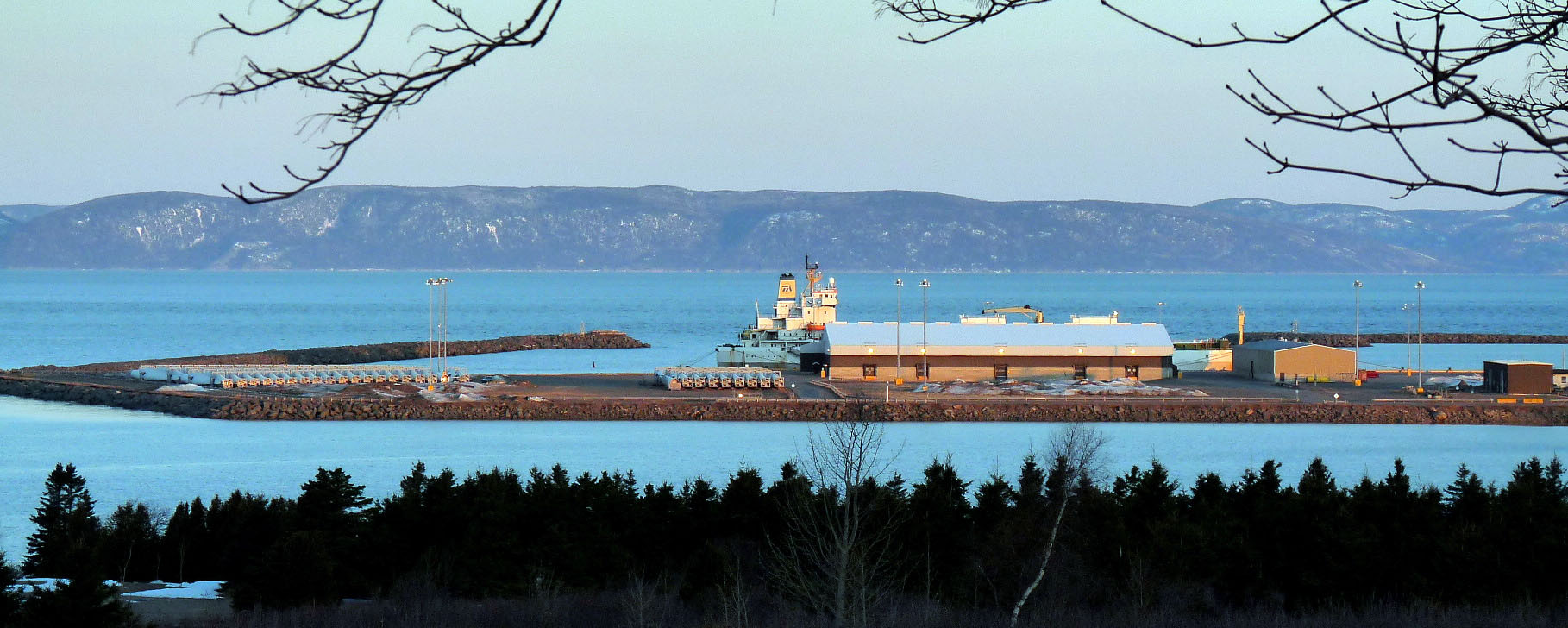
Port de Gros-Cacouna

Ces dernières années, des discussions ont émergé concernant le déménagement du traversier Rivière-du-Loup–Saint-Siméon vers Gros-Cacouna en raison de différences de coûts significatives. Des études de la Société des traversiers du Québec (STQ) indiquent que le maintien du terminal actuel à Rivière-du-Loup pourrait coûter jusqu'à 700 millions de dollars canadiens, soit plus du double du coût du déménagement vers Gros-Cacouna, où le dragage serait moins fréquent,.
En 2020, la STQ a lancé une étude d'opportunité pour évaluer la faisabilité de ce déménagement. Cette étude inclut des analyses environnementales, techniques et économiques des deux sites afin de déterminer les coûts d'infrastructures nécessaires pour accueillir le NM Saaremaa I, le futur successeur du NM Trans-Saint-Laurent. L'étude prend en compte les impacts socio-économiques locaux et évalue la possibilité de prolonger la saison d'opération.
Le maire Mario Bastille de Rivière-du-Loup s'oppose au déménagement en raison de préoccupations économiques et logistiques,. De plus, de nombreux résidents se sont mobilisés pour garder le traversier à Rivière-du-Loup, le considérant comme essentiel à l'identité et à l'économie de la communauté. Une pétition a été lancée, soulignant l'importance historique et culturelle du traversier, sur lequel la région repose depuis près de 115 ans.
Des groupes environnementaux ont exprimé des préoccupations quant à la proximité de Gros-Cacouna avec l'habitat des bélugas, une espèce vulnérable. Ils craignent que l'augmentation du trafic maritime et la pollution sonore, associés à un éventuel déménagement du terminal, perturbent cet habitat crucial. En 2017, le gouvernement du Québec avait déjà abandonné un projet de développement portuaire à Gros-Cacouna pour ces mêmes raisons, dans le but de limiter les perturbations et de protéger les bélugas.

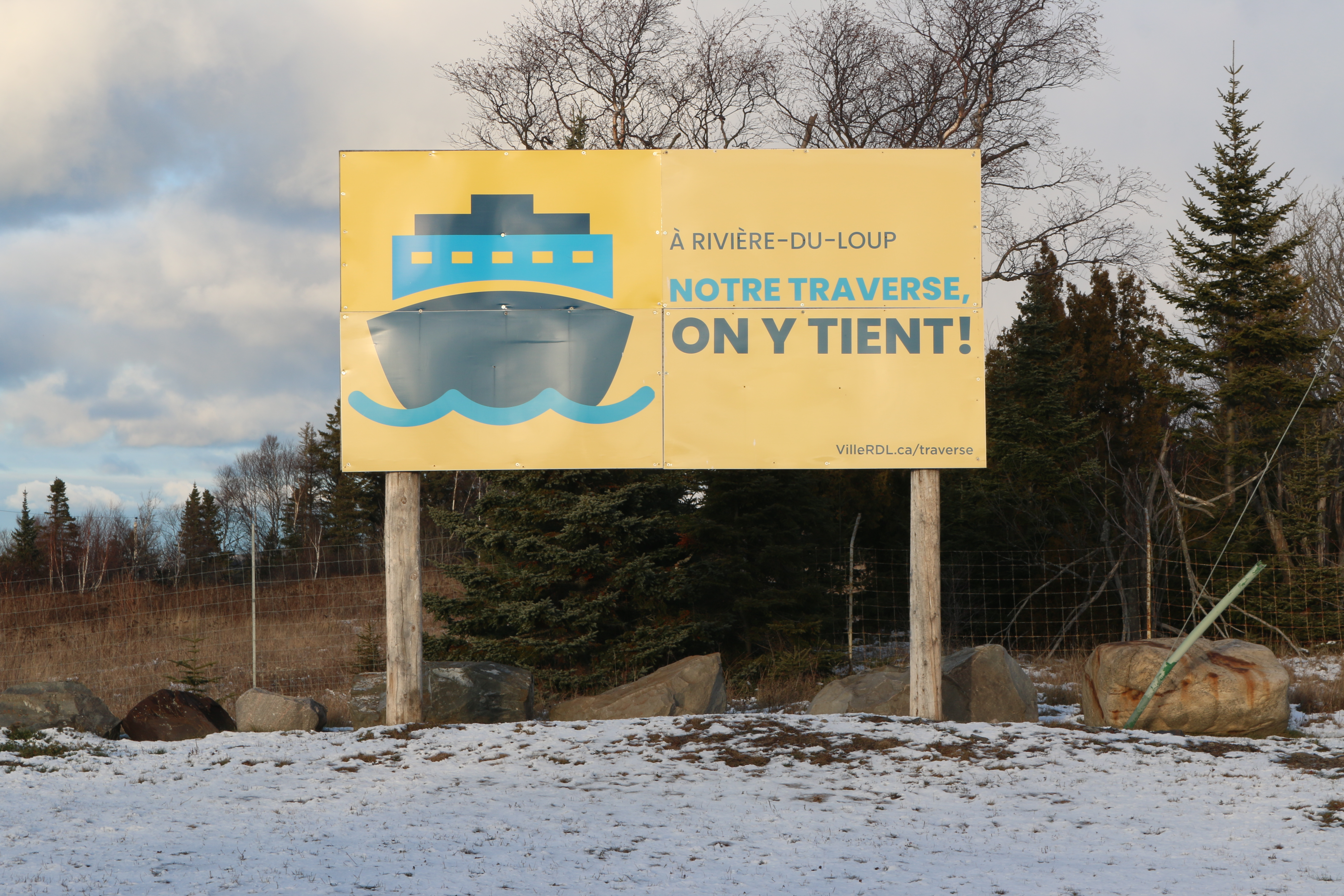
Panneau de la campagne municipale de Rivière-du-Loup en soutien au maintien de la traverse vers Saint-Siméon

En novembre 2024, un nouvel effort est entrepris par la Chambre de commerce de la MRC de Rivière-du-Loup, des élus locaux et des gens d'affaires pour maintenir le traversier à Rivière-du-Loup. Une nouvelle campagne, baptisée « J'aime ma traverse », mobilise les citoyens à travers des affichages publics, une pétition et une présence accrue sur les réseaux sociaux. Des représentants locaux, dont la présidente de la Chambre de commerce, ont également intensifié leurs démarches, incluant des rencontres à l'Assemblée nationale, pour sensibiliser le gouvernement québécois à l'importance de maintenir le terminal actuel à Rivière-du-Loup.
Le service de traversier continuera d'opérer depuis Rivière-du-Loup jusqu'en janvier 2028. En octobre 2024, la STQ a prolongé son contrat avec Clarke, garantissant les opérations jusqu'à la fin de la saison 2027. Cependant, le gouvernement du Québec n'a pas encore décidé si le port à long terme du traversier restera à Rivière-du-Loup ou sera déplacé à Cacouna, les deux sites faisant face à des défis logistiques, notamment le dragage à Rivière-du-Loup et la nécessité de nouvelles infrastructures à Cacouna.

### Décision du gouvernement du Québec
En décembre 2024, le gouvernement du Québec a confirmé la relocalisation du traversier Rivière-du-Loup–Saint-Siméon vers Gros-Cacouna à partir de 2028. Cette décision repose sur des coûts inférieurs pour Cacouna, estimés à 474,5 millions de dollars contre 665 millions pour Rivière-du-Loup, notamment grâce à la réduction des opérations coûteuses de dragage. Le projet inclut un investissement de 170,5 millions pour des installations temporaires opérationnelles dès juin 2028, avec des infrastructures permanentes prévues d'ici 2031. Le traversier N.M. Saaremaa I remplacera le Trans-Saint-Laurent pour cette nouvelle liaison, qui sera allongée de 20 minutes.
L'annonce a provoqué de vives réactions à Rivière-du-Loup, où élus et citoyens dénoncent les impacts économiques et sociaux de cette décision. Le gouvernement s'engage à redynamiser le secteur de la Pointe-de-Rivière-du-Loup. Des préoccupations environnementales subsistent concernant l'habitat des bélugas à Gros-Cacouna, mais la STQ assure que des mesures seront prises pour minimiser les impacts.
En mai 2025, la Ville de Rivière-du-Loup a réitéré son opposition au déménagement de la traverse vers Cacouna en annonçant son intention de financer une contre-expertise indépendante. Le conseil municipal a adopté une résolution pour interpeller le gouvernement fédéral, soulignant qu'une intervention d'Ottawa ne serait pas nécessaire si le gouvernement du Québec déclenchait une évaluation environnementale officielle, comme un Bureau d'audiences publiques sur l'environnement (BAPE). Le maire de Rivière-du-Loup a exprimé que le rôle d'Ottawa serait alors de veiller au bon déroulement de l'étude environnementale provinciale. Un parallèle a été établi avec le projet avorté de port pétrolier à Gros-Cacouna en 2014, abandonné à la suite d'une étude fédérale sur les risques pour les bélugas. La Ville a indiqué que le financement de l'étude indépendante serait « substantiel, mais raisonnable » et a mentionné vouloir impliquer les milieux d'affaires dans la démarche.

Dans la foulée, un projet de loi d'intérêt privé a été déposé à l'Assemblée nationale par le député Pascal Bérubé, à la demande de la Ville de Rivière-du-Loup, afin d'obtenir des pouvoirs temporaires pour accéder à tous les documents publics liés à la décision de déménager la traverse. Ce projet de loi vise également à rendre un BAPE obligatoire pour toute infrastructure, temporaire ou permanente, susceptible de modifier le service de traversier à Rivière-du-Loup, notamment en dehors de son territoire,. La Ville souhaite ainsi réaliser une étude d'opportunité complète en vue du maintien du service à Rivière-du-Loup, et obtenir un droit de préemption provisoire sur certains immeubles publics, comme le débarcadère de la pointe du quai.

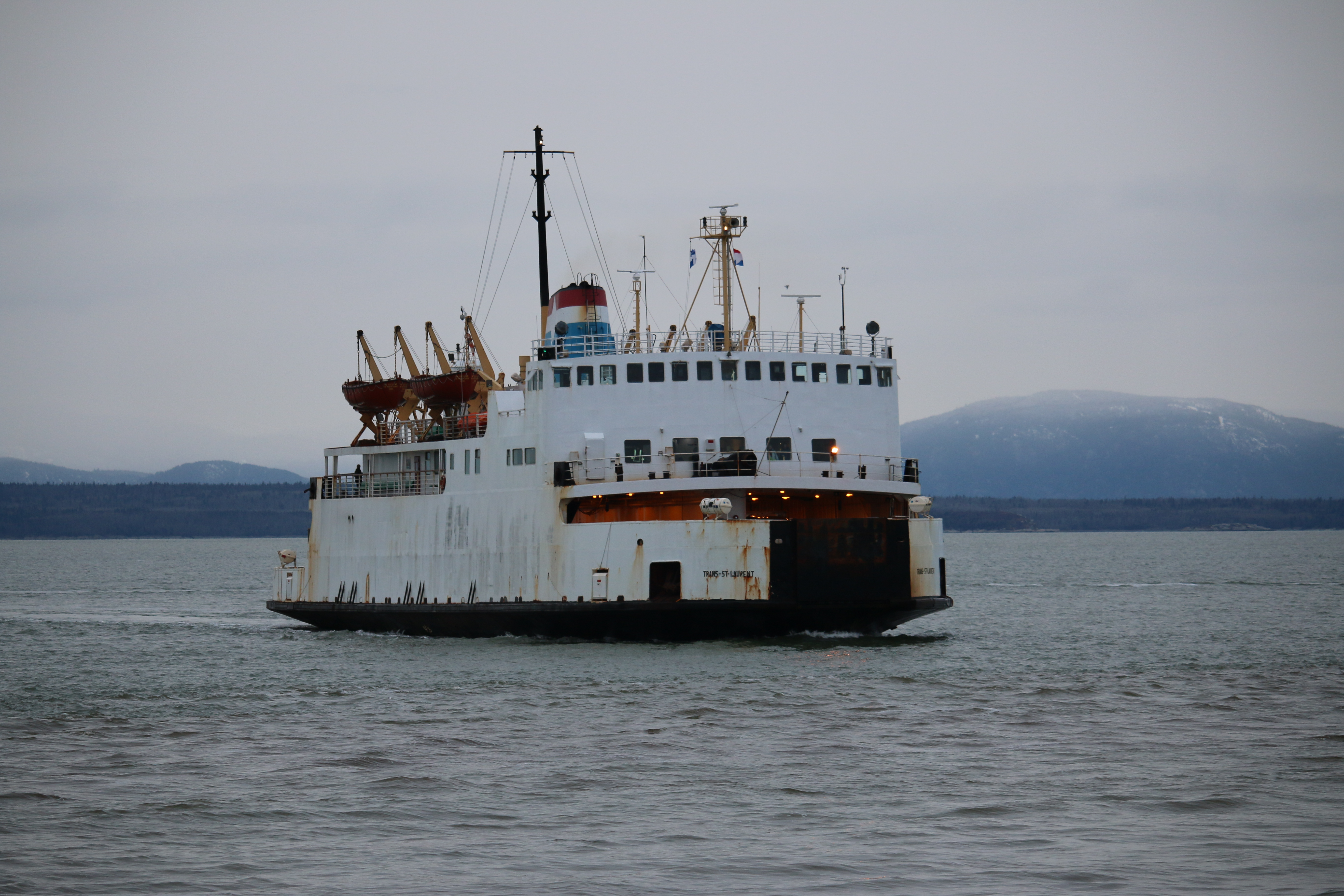
Le N.M. Trans-Saint-Laurent arrivant à Rivière-du-Loup en 2024.

Le dépôt du projet de loi 217 s'inscrit dans une mobilisation plus large de la communauté louperivoise, incluant le conseil municipal, des commerçants, des citoyens et la chambre de commerce locale. Tous réclament davantage de transparence de la part du gouvernement du Québec, qui est accusé de « cultiver le secret » en lien avec ce dossier. Toutefois, en juin 2025, le gouvernement du Québec a indiqué qu'il n'entendait pas étudier ce projet. L'absence d'étude en commission parlementaire avant la fin de la session a entraîné sa caducité,. 
La décision de ne pas procéder à l'étude du projet de loi a été critiquée localement. Certains intervenants estiment qu'un manque de transparence entoure la démarche de relocalisation, tandis que d'autres remettent en question les justifications économiques avancées. Des représentations ont été faites pour que les documents ayant mené à la décision soient rendus publics,.

### Nouvelles infrastructures
Le 30 mai 2025, la Société québécoise des infrastructures (SQI) a précisé que la mise en place des infrastructures maritimes temporaires à Gros-Cacouna nécessiterait un budget d'environ 34 millions de dollars, soit plus du tiers de l'enveloppe maximale de 90 millions allouée pour la première phase du projet. Cette somme couvre notamment les travaux de génie maritime et civil, ainsi que les équipements spécialisés, mais exclut plusieurs éléments comme les taxes, les honoraires professionnels et les travaux de compensation environnementale.

Selon l'échéancier provisoire publié par la SQI, les travaux débuteraient en novembre 2026 pour une livraison des infrastructures temporaires à la STQ en mai 2028. Ceux-ci incluront la construction d'un chemin d'accès, des voies d'attente, d'un stationnement, d'une billetterie, ainsi que d'installations sanitaires portables.

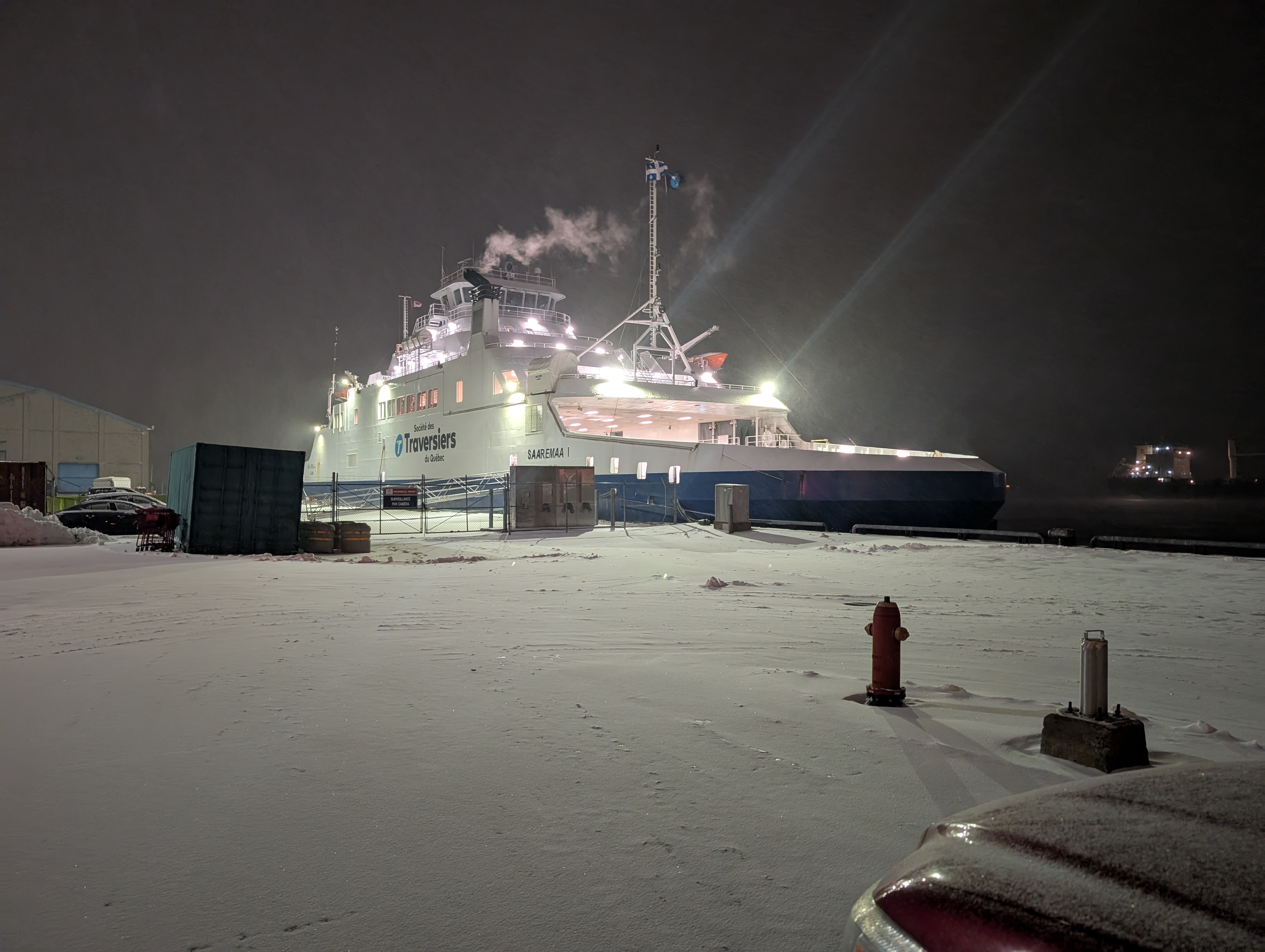
Le N.M. Saaremaa I devrait prendre la relève du N.M. Trans-Saint-Laurent à Gros-Cacouna en 2028.

La deuxième phase, prévue à partir de janvier 2029, concernera la construction des infrastructures permanentes, dont le quai, une gare fluviale de 520 mètres carrés, un entrepôt multifonctionnel et une aire de stationnement de 85 places. Ces travaux, évalués à 55,6 millions de dollars, devraient se conclure en octobre 2030. La mise en service officielle du nouveau terminal est prévue pour mars 2031, suivie du démantèlement des installations temporaires sur une période d'environ 23 semaines.